# الحرب القوطية (535-554)
وقعت الحرب القوطية بين الإمبراطورية الرومانية الشرقية (البيزنطية) في عهد الإمبراطور جستينيان الأول ومملكة القوط الشرقيين الإيطالية من 535 حتى 554 في شبه الجزيرة الإيطالية، ودالماسيا، وسردينيا، وصقلية، وكورسيكا. كانت واحدة من آخر الحروب القوطية العديدة مع الإمبراطورية الرومانية. تعود جذور الحرب إلى طموح الإمبراطور الروماني الشرقي جستينيان الأول لاستعادة مقاطعات الإمبراطورية الرومانية الغربية السابقة، التي خسرها الرومان أمام القبائل البربرية الغازية في القرن السابق (عصر الهجرات).
أعقبت الحرب استعادة الرومان الشرقيين لمقاطعة أفريكا من الوندال. عادة ما يقسم المؤرخون الحرب إلى مرحلتين:
- من 535 إلى 540: تنتهي بسقوط عاصمة القوط الشرقيين رافينا وإعادة الغزو الواضح لإيطاليا من قبل البيزنطيين.
- من 540/541 إلى 553: الانتعاش القوطي في عهد توتيلا، الذي قُمع بعد صراع طويل من قبل الجنرال البيزنطي نارسيس، الذي صد أيضًا غزوًا في عام 554 من قبل الفرنجة والألامانيين.

في عام 554 أصدر جستينيان المرسوم العملي الذي حدد الحكومة الإيطالية الجديدة. صمدت عدة مدن في شمال إيطاليا ضد الرومان الشرقيين حتى عام 562. وبحلول نهاية الحرب، كانت إيطاليا قد دُمرت وهجرها سكانها. وجد الرومان الشرقيون أنفسهم غير قادرين على مقاومة غزو من قبل اللومبارديين في عام 568، ما أدى إلى فقدان القسطنطينية للسيطرة بشكل دائم على أجزاء كبيرة من شبه الجزيرة الإيطالية.

## الخلفية

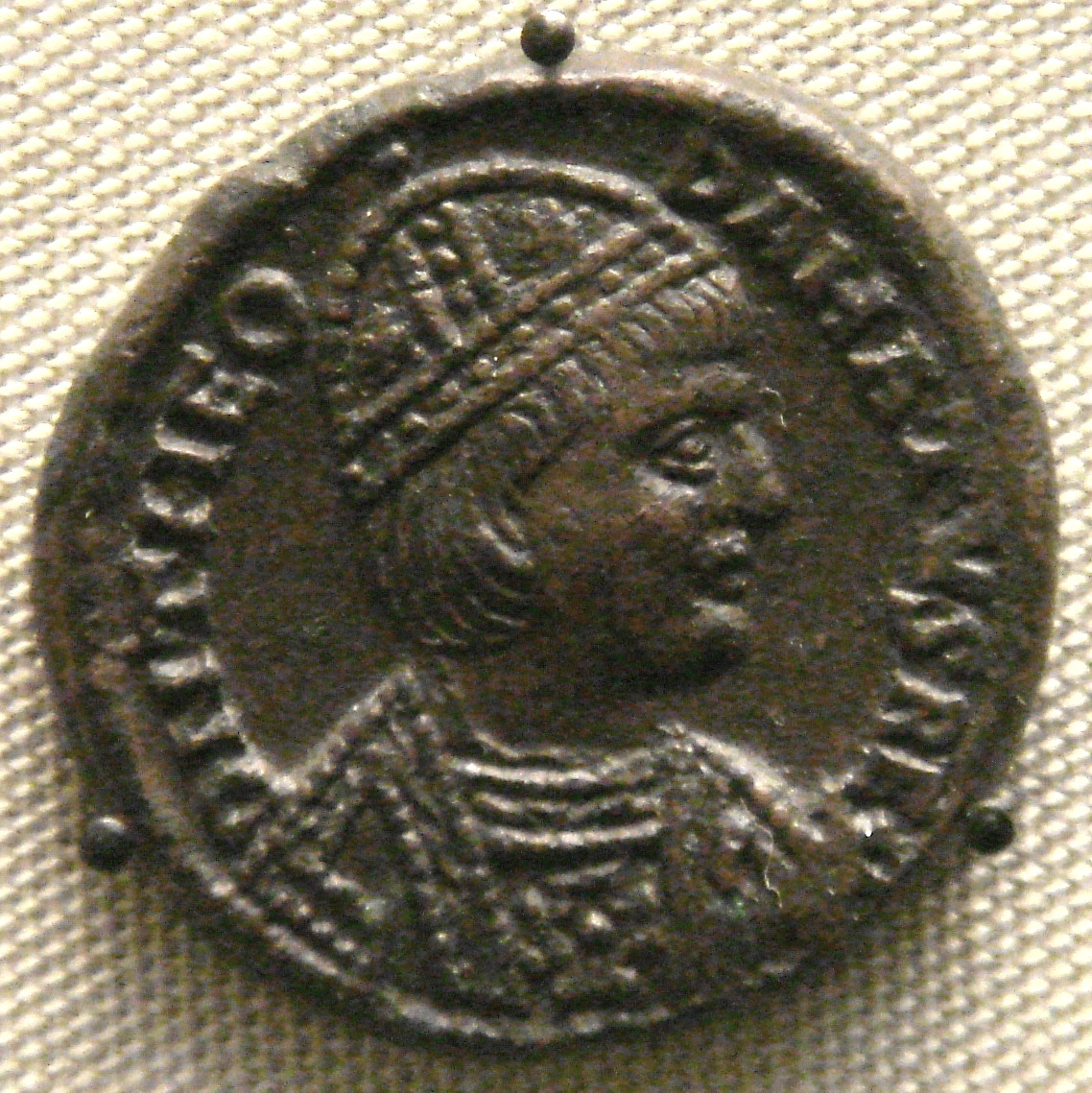
ثيوداهاد

### إيطاليا تحت الحكم القوطي
في عام 476، عزل أودواكر الإمبراطور رومولوس أغسطس وأعلن نفسه ريكس إيتاليا (ملك إيطاليا)، ما أدى إلى حل الإمبراطورية الرومانية الغربية نهائيًا في إيطاليا. رغم أن أودواكر اعترف بالسيادة الاسمية للإمبراطور الشرقي، زينون، إلا أن سياساته المستقلة وقوته المتزايدة جعلته يمثل تهديدًا في عيون القسطنطينية. لتوفير منطقة عازلة، اعتُبر القوط الشرقيين، تحت قيادة زعيمهم ثيودريك العظيم، على أنهم فيوديراتي (حلفاء) الإمبراطورية في غرب البلقان، لكن الاضطرابات استمرت. أرسل زينون القوط الشرقيين إلى إيطاليا كممثلين للإمبراطورية لإزالة أودواكر. هزم ثيودوريك والقوط أودواكر وأصبحت إيطاليا تحت الحكم القوطي. في الترتيب بين ثيودوريك وزينون، وخليفته أناستاسيوس، اعتبرت الأرض وشعبها جزءًا من الإمبراطورية، مع تعيين ثيودوريك نائب الملك ورئيس الجيش (قائد الجنود). نفذ ثيودوريك هذا الترتيب بدقة. كان هناك استمرارية في الإدارة المدنية، التي أدارها الرومان حصريًا، وظل التشريع حكرًا على الإمبراطور. من ناحية أخرى، كان الجيش قوطيًا حصريًا، تحت سلطة قادتهم وهيئاتهم القضائية. قُسمت الشعوب أيضًا حسب الدين: كان الرومان من المسيحيين الخلقدونيين، بينما كان القوط مسيحيين آريوسيين. على عكس الوندال أو القوط الغربيين الأوائل، مارس القوط تسامحًا دينيًا ملحوظًا. عمل النظام المزدوج تحت القيادة البارعة لثيودوريك، الذي وفق الأرستقراطية الرومانية، لكن النظام بدأ في الانهيار خلال سنواته الأخيرة وانهار تمامًا على يد ورثته.
مع صعود الإمبراطور جستين الأول، ونهاية الانشقاق الأكاسي بين الكنيسة الشرقية والغربية، وعودة الوحدة الكنسية في الشرق، بدأ العديد من أعضاء الطبقة الأرستقراطية في مجلس الشيوخ الإيطالي في تفضيل علاقات أوثق مع القسطنطينية لموازنة القوة القوطية. كان إعدام الحاكم لرئيس المكاتب الموقر بوثيوس وحماه عام 524 جزءًا من التباعد البطيء لطوائفهم الإثنية عن النظام القوطي. خلف ثيودوريك حفيده أتالاريك البالغ من العمر 10 سنوات في أغسطس 526، مع والدته أمالاسونثا، كوصي له. تلقت تعليمًا رومانيًا وبدأت التقريب بين مجلس الشيوخ والإمبراطورية. هذا التوفيق وتعليم أتالاريك الروماني أثار استياء أقطاب القوط الذين تآمروا ضدها. قتلت أمالاسونثا ثلاثة من كبار المتآمرين وكتبت إلى الإمبراطور الجديد، جستنيان الأول، طالبة ملاذًا إذا تم خلعها. بقيت أمالاسونثا في إيطاليا.

### بيليساريوس
في عام 533، باستخدام نزاع السلالة كذريعة، أرسل جستنيان جنراله الأكثر موهبة، بيليساريوس، لاستعادة مقاطعات شمال إفريقيا التي كانت تحت سيطرة الوندال. أنتجت الحرب الفندالية انتصارًا سريعًا وحاسمًا بشكل غير متوقع للإمبراطورية البيزنطية فتشجع جستنيان في طموحه لاستعادة بقية المقاطعات الغربية المفقودة. بصفتها وصية على العرش، سمحت أمالاسونثا للأسطول البيزنطي باستخدام موانئ صقلية، التي تنتمي إلى مملكة القوط الشرقيين. بعد وفاة ابنها عام 534، عرضت أمالاسونثا الملكية على ابن عمها ثيوداهاد. قبل ثيوهاد، لكن ألقى القبض عليها وقتلها في أوائل عام 535. من خلال عملائه، حاول جستنيان إنقاذ حياة أمالاسونثا ولكن دون جدوى فأعطاه موتها ذريعة لخوض حرب مع القوط. كتب بروكوبيوس أنه «بمجرد أن علم بما حدث لأمالاسونثا، وهو في السنة التاسعة من حكمه، قرر خوض الحرب».
عُين بيليساريوس القائد العام (البغاطر [لقب إغريقي يُطلق على الشخص الذي يمارس سُلطة مطلقة غير مقيدة بأناس بمقام أعلى]) للرحلة الاستكشافية على إيطاليا مع 7500 رجل. وصلت الأوامر لموندوس، قائد الجنود في إيليريكوم، باحتلال مقاطعة دالماسيا القوطية. كانت القوات المتاحة لبيليساريوس صغيرة، خاصة عند مقارنتها بالجيش الأكبر بكثير الذي أرسله ضد الوندال، وهو عدو أضعف بكثير من القوط الشرقيين. جرت ترتيبات الاستعداد للعملية سرًا، بينما حاول جستنيان تأمين حياد الفرنجة بهدايا من الذهب.

## الحملة البيزنطية الأولى، 535 – 540

### احتلال صقلية ودالماسيا
حط بيليساريوس في صقلية، بين إفريقيا الرومانية وإيطاليا، التي كان سكانها يميلون بالأكثر تجاه الإمبراطورية. استولى على الجزيرة بسرعة، بالمقاومة الوحيدة المصممة، في بانورموس (باليرمو)، وتغلب عليها بحلول أواخر ديسمبر. استعد بيليساريوس للعبور إلى إيطاليا وأرسل ثيوداهاد مبعوثين إلى جستنيان، مقترحًا في البداية التنازل عن صقلية والاعتراف بسيادته ولكن فيما بعد للتنازل عن إيطاليا بأكملها.
في مارس 536، اجتاح موندوس دالماسيا واستولى على عاصمتها سالونا، لكن وصل جيش قوطي كبير وتوفي ابن موندوس المدعو موريسيوس في اشتباك. ألحق موندوس هزيمة كبيرة بالقوط لكنه أصيب بجروح قاتلة في المطاردة. انسحب الجيش الروماني، لكنه بقي في سالونا، وترك دالماسيا للقوط. شجعه ثيوداهاد على سجن السفراء البيزنطيين. أرسل جستنيان قائد الجنود الجديد في إيليريكوم، كونستانتينيانوس، لاستعادة دالماسيا وأمر بيليساريوس بالعبور إلى إيطاليا. أنجز كونستانتينيانوس مهمته بسرعة. تخلى الجنرال القوطي، غريباس، عن سالونا، التي احتلها مؤخرًا، بسبب حالة تحصيناتها المدمرة وموقف مواطنيها المؤيد لرومان، الذي انسحب إلى الشمال. احتل كونستانتينيانوس المدينة وأعاد بناء الأسوار. بعد سبعة أيام، غادر الجيش القوطي إلى إيطاليا وبحلول أواخر يونيو أصبحت دالماسيا بأكملها في أيدي الرومان.